# Put Em in Their Place
«Put Em in Their Place» — другий сингл американського хіп-хоп дуету Mobb Deep з їх сьомого студійного альбому Blood Money, випущений 14 березня 2006 року. Пісню спродюсували Havoc, Ky Miller і Sha Money XL.

## Про пісню
Сингл також був реміксований за участю репера Bun B. Він увійшов до мікстейпу 2008 року More Money, More Murda.
Незважаючи на те, що фанати критикували альбом, ця пісня є одним із найбільш визнаних треків альбому.
Ця пісня також є у відеогрі Skate 3 (2010).

## Список композицій
1. "Put Em in Their Place" [clean version]
2. "Put Em in Their Place" [dirty version]
3. "Put Em in Their Place" [instrumental]
4. "Put Em in Their Place" [a cappella]

## Чарти
| Чарт (2006)                               | Найвища позиція |
| ----------------------------------------- | --------------- |
| Australia (ARIA)                          | 60              |
| Велика Британія (Official Charts Company) | 75              |
| Велика Британія (UK R&B Chart)            | 9               |
| US Billboard Hot R&B/Hip-Hop Songs        | 59              |